# Campsicnemus simplicipes
Campsicnemus simplicipes är en tvåvingeart som beskrevs av Octave Parent 1937. Campsicnemus simplicipes ingår i släktet Campsicnemus och familjen styltflugor. Inga underarter finns listade i Catalogue of Life.